# Santiago (Seia)
Santiago es una freguesia portuguesa del concelho de Seia, con 6,49 km² de superficie y 1.120 habitantes (2001). Su densidad de población es de 172,6 hab/km².